# 安達澄
安達 澄（あだち きよし、1969年12月14日 - ）は、日本の政治家、実業家。元参議院議員（1期）。

## 来歴
大分県別府市生まれ。別府市立鶴見小学校、別府市立青山中学校、大分県立別府青山高等学校、上智大学法学部国際関係法学科卒業。1992年、上智大学を卒業し、新日本製鐵に入社した。1999年、新日鉄製鐵を退社し、朝日新聞社に入社。広告局、社長室、教育総合本部などで勤務。在職中、アイルランドへ3ヶ月間の短期留学をした。2014年に朝日新聞社を退社。
2015年、別府市長選挙に無所属で立候補したが、元別府市議会議員の長野恭紘らに敗れ、得票数4位で落選した（立候補者5人中4位）。同年、別府市で旅行会社を設立。
2018年10月14日、連合大分の支援を受け、翌年の参院選に無所属で立候補する意向であると報道された。
2019年7月4日、第25回参議院議員通常選挙が公示。大分県選挙区（改選数1）に立憲民主党、国民民主党、社会民主党の推薦及び日本共産党の支援を受けて無所属で立候補。候補者は自民党現職の礒崎陽輔、NHKから国民を守る党の新人の計3人。朝日新聞社は、15、16日の2日間実施した電話調査に、取材で得た情報を加味し終盤の情勢を分析。7月18日に「礒崎がやや優位を保ち、安達が懸命に追っている」と報じた。選挙期間中、礒崎陣営には安倍晋三首相、菅義偉官房長官、二階俊博党幹事長などが相次いで応援に入ったが、形勢は逆転し、7月21日の投開票の結果、安達が初当選した。
2022年11月6日、翌年4月9日（第20回統一地方選挙・前半戦）投開票予定の大分県知事選挙への立候補を表明した。2023年3月9日に参議院に議員辞職願を提出し、翌日許可された。
大分県知事選挙には特定の政党の公認や推薦を受けず無所属で立候補したが、自民党と公明党の推薦を受けた元大分市長の佐藤樹一郎に7万票あまりの大差で敗れた。

## 政策・主張
- 憲法改正について、2019年のアンケートで「どちらかといえば反対」と回答[14]。
- 「他国からの攻撃が予想される場合には先制攻撃もためらうべきではない」との問題提起に対し、2019年のアンケートで「反対」と回答[14]。
- 「北朝鮮に対しては対話よりも圧力を優先すべきだ」との問題提起に対し、2019年のアンケートで「どちらかと言えば反対」と回答[14]。
- 選択的夫婦別姓制度の導入について、2019年のアンケートで「賛成」と回答[14]。
- 同性婚を可能とする法改正について、2019年のアンケートで「どちらとも言えない」と回答[14]。
- 「治安維持のためプライバシーや個人の権利の制約は当然だ」との問題提起に対し、2019年のアンケートで「どちらとも言えない」と回答[14]。
- 女性天皇を認めることについて、2019年のアンケートで「どちらかといえば賛成」と回答[14]。
- 女系天皇を認めることについて、2019年のアンケートで「どちらとも言えない」と回答[14]。
- アベノミクスについて、2019年のアンケートで「評価しない」と回答[14]。
- 消費税率を10％より高くすることについて、2019年のアンケートで「どちらとも言えない」と回答[14]。

## 所属団体・議員連盟
- 文化芸術振興議員連盟
- 自転車活用推進議員連盟
- 障害者の安定雇用・安心就労の促進をめざす議員連盟
- 非正規雇用労働者の待遇改善と希望の持てる生活を考える 議員連盟
- 棚田振興議員連盟
- 人種差別撤廃基本法を求める議員連盟
- 夜間中学等義務教育拡充議員連盟
- チャイルドライン支援議員連盟
- 教育における情報通信（ICT）の利活用促進をめざす議員連盟
- 沖縄等米軍基地問題議員懇談会
- 天皇陛下ご即位年奉祝国会議員連盟
- 落語を楽しみ、学ぶ国会議員の会
- 消費税減税研究会
- 災害医療船舶利活用推進議員連盟
- 核兵器のない世界を目指す議員連盟
- 自然エネルギー社会実現議員連盟
- 自然災害から国民を守る国会議員の会
- 自殺対策を推進する議員の会
- 新交通システム推進議員連盟（LRT推進議連）
- 生殖補助医療の在り方を考える議員連盟
- 人権外交を超党派で考える議員連盟
- 国際軍縮促進議員連盟
- 世界に誇る国民本位の新たな国立公文書館の建設を実現する議員連盟
- 図書議員連盟
- 日韓議員連盟
- 日本・アイルランド友好議員連盟
- 共同養育支援議員連盟
- 新しい国のかたち（分権2.0）協議会

## 人物
- 趣味はテニス、登山、読書、ギター[2]。
- 家族は妻、長女、長男[2]。